# 航空機の不法な奪取の防止に関する条約
航空機の不法な奪取の防止に関する条約（こうくうきのふほうなだっしゅのぼうしにかんするじょうやく、英語: Convention for the Suppression of Unlawful Seizure of Aircraft、英語: Hague Hijacking Convention）は、飛行中の民間航空機に対するハイジャック行為について、その犯人の処罰や引き渡し等を定めた多国間条約である。
略称として航空機不法奪取防止条約やハイジャック防止条約、あるいは作成地の名称からハーグ条約とも呼ばれる。

## ハーグ条約 (1970)
ハーグ条約は、1970年12月16日にデン・ハーグで作成され、1971年10月14日から効力が生じた。
日本は1971年4月19日に批准書を寄託し、同年10月11日公布及び告示、同年10月14日から効力が発生した。

## 北京議定書 (2010)
2010年9月10日、北京において航空機の不法な奪取の防止に関する条約の追加議定書（英語: Protocol Supplementary to the Convention for the Suppression of Unlawful Seizure of Aircraft）が作成された。
本議定書はハーグ条約に条約上の犯罪を追加し、最近のテロ防止関連条約に共通に取り入れられている規定を導入する同条約の改正議定書である。
締約国数が22を超えた時に効力が発生するが、2015年9月19日現在で締約国数は11であり効力は発生していない。日本は未締結。